# Ролон, Эстебан
Эстебан Леонардо Ролон (исп. Esteban Leonardo Rolón; родился 25 марта 1995 года, Посадас, провинция Мисьонес) — аргентинский футболист, полузащитник клуба «Бока Хуниорс».

## Биография
Ролон — воспитаннику клуба «Архентинос Хуниорс». В 2016 году матче против «Дефенсы и Хустисии» он дебютировал в аргентинской Примере. По итогам дебютного сезона команда вылетела из элиты, но Эстебан остался в клубе. 28 августа в матче против «Сан-Мартин Тукуман» он дебютировал в Примере B Насьональ. 25 марта 2017 года в поединке против «Сан-Мартин Тукуман» Ролон забил свой первый гол за «Архентинос Хуниорс».
Летом 2017 года Эстебан перешёл в испанскую «Малагу», подписав контракт на четыре года. Сумма трансфера составила 3,2 млн. евро. 16 сентября в матче против «Атлетико Мадрид» он дебютировал в Ла Лиге.
Летом 2018 года Ролон на правах аренды перешёл в итальянский «Дженоа».

## Титулы и достижения
- Победитель Примеры B Насьональ (1): 2016/17
- Обладатель Кубка Аргентины (1): 2019/20